# Barleria whytei
Barleria whytei är en akantusväxtart som beskrevs av Spencer Le Marchant Moore. Barleria whytei ingår i släktet Barleria och familjen akantusväxter. Inga underarter finns listade i Catalogue of Life.